# Águila (Arizona)
Águila es un lugar designado por el censo ubicado en el condado de Maricopa en el estado estadounidense de Arizona. En el Censo de 2010 tenía una población de 798 habitantes y una densidad poblacional de 196,12 personas por km².

## Geografía
Águila se encuentra ubicado en las coordenadas 33°56′15″N 113°9′59″O / 33.93750, -113.16639. Según la Oficina del Censo de los Estados Unidos, Águila tiene una superficie total de 4.07 km², de la cual 4.07 km² corresponden a tierra firme y (0%) 0 km² es agua.

## Demografía
Según el censo de 2010, había 798 personas residiendo en Águila. La densidad de población era de 196,12 hab./km². De los 798 habitantes, Águila estaba compuesto por el 64.66% blancos, el 1% eran afroamericanos, el 3.63% eran amerindios, el 0.38% eran asiáticos, el 0.25% eran isleños del Pacífico, el 28.07% eran de otras razas y el 2.01% pertenecían a dos o más razas. Del total de la población el 69.42% eran hispanos o latinos de cualquier raza.